# Музыкальная палата
Музыкальная палата (кит. трад. 樂府, упр. 乐府, пиньинь yuèfǔ, палл. Юэфу) — древнекитайское учреждение по сбору народных песен и изучению местных нравов, воплощенных в музыке.
Наиболее ранний офис аналогичного назначения упоминается в связи с царством Ци эпохи Чжаньго (480—221 до н. э.). Собственно юэфу известно с династии Цинь (221—205 до н. э.), воссоздано императором У-ди (140—87 гг. до н. э.) в 120 году до н. э.. Согласно Бань Гу, юэфу состояло в подчинении Малой Казны шаофу, обеспечивавшей личные нужды императора. Распущено в 7 г. до н. э. по настоянию учёных-конфуцианцев, как не соответствующее духу древности.